# Festa dels Traginers de Balsareny
La Festa dels Traginers de Balsareny és una festa que se celebra a Balsareny cada diumenge abans de Carnaval. La festa homenatja l'antic gremi dels traginers, vinculada a les tradicionals benediccions d'animals de les festes de Sant Antoni, per bé que amb unes característiques pròpies i diferenciades dels típics Tres Tombs.
Ha estat declarada festa d'Interès Turístic pel govern espanyol el 1970, Festa Tradicional d'Interès Nacional per la Generalitat de Catalunya el 1999. Des del 2010 també forma part del Catàleg del Patrimoni Festiu de Catalunya.

## Història
L'origen de la Festa dels Traginers cal situar-lo en la benedicció dels animals per Sant Antoni Abat, patró del bestiar porcí i de peu rodó. Antigament, la Festa dels Traginers de Balsareny se celebrava per Sant Antoni, el dia 17 de gener, i així està documentat des de finals del segle xix.
Balsareny era un lloc de pas en el camí que enllaçava les planes de la Catalunya interior amb el Pirineu i el sud de França. Els traginers usaven aquest camí per passar mercaderies, vorejant el riu Llobregat. Les curses, jocs i competicions que s'organitzaven per Sant Antoni, en la benedicció dels animals, degueren ser l'origen de la festa actual.
El 17 de gener de 1940, dia de Sant Antoni, ja se celebrà un senzill acte a Balsareny, amb benedicció d'animals, una petita desfilada i un ball amb gramola. Fou el 1943 quan es va acordar de reinstaurar la Festa, quedant estructurada en els seus elements més bàsics, que continuen vigents: la missa amb la benedicció dels animals, el banderer, els dos cordonistes, la cavalcada, la correguda, el joc de les anelles i el Ball de Sant Antoni. La festa per aquells temps s'anomenava "Fiesta de los Arrieros".
El 1963, arran d'un accident, l'autoritat prohibí de celebrar la cursa a la carretera i, per tant, el 1964 començà a fer-se a la pujada del Castell de Balsareny. L'any 1966 es va canviar el nom de la festa a l'actual "Festa dels Traginers". L'any 1970 es declarà Festa d'Interès Turístic Nacional i per l'esforç d'una Comissió de nodrida participació ciutadana, prengué una gran embranzida impulsada per l'alcalde Josep Casaldàliga.
El 18 de maig de l'any 1999 fou declarada Festa Tradicional d'Interès Nacional per la Generalitat de Catalunya.
L'edició de 2010 congregà milers de persones i uns 200 animals, i significà la quarantena edició del concurs de fotografia i la vintena edició del correfoc.

## Elements de la festa

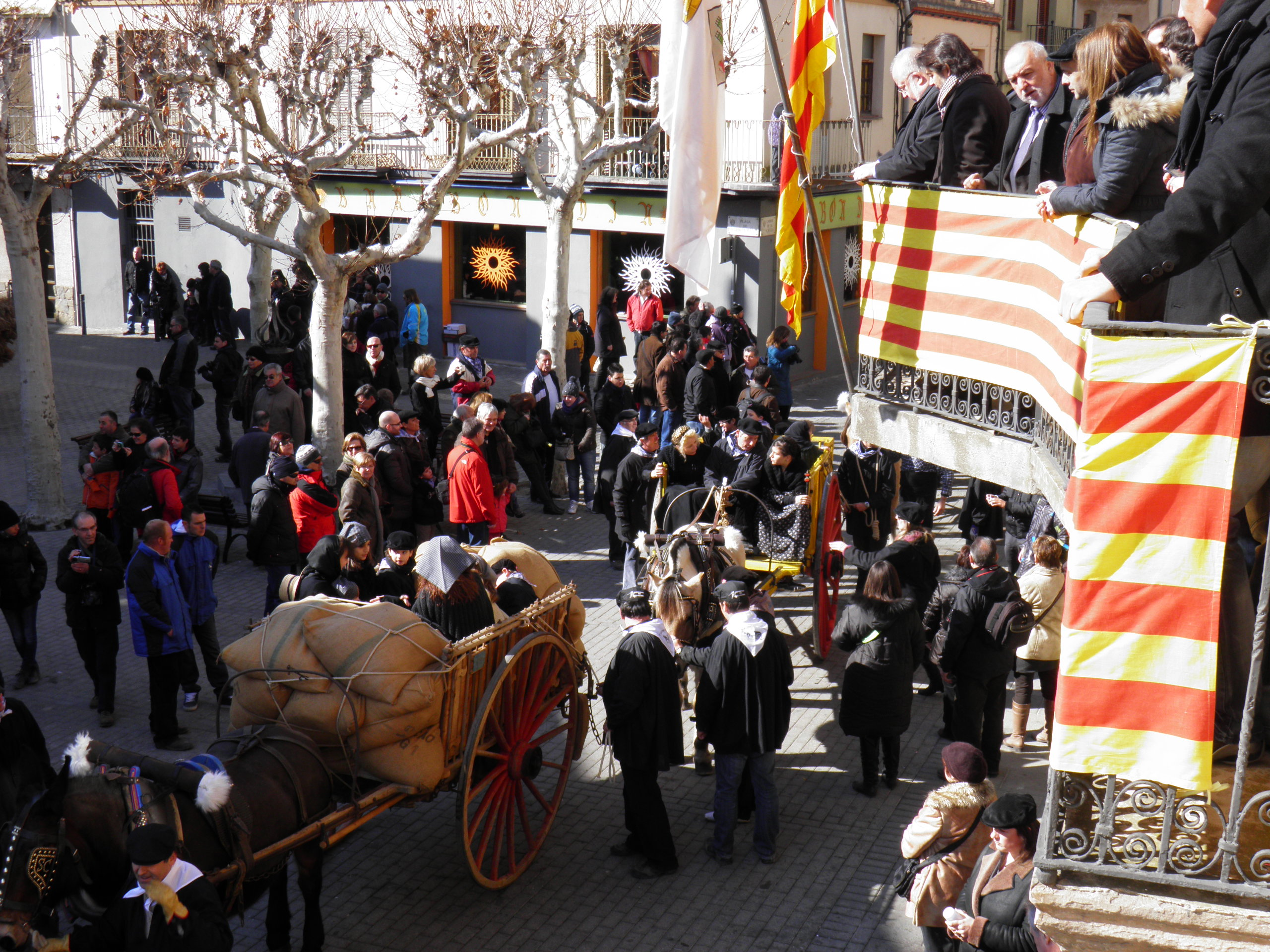
Cercavila de la festa dels Traginers

La festa se celebra cada any el diumenge de Sexagèsima, el diumenge de la setmana abans del Carnaval, tot i que els primers actes lúdics ja comencen el divendres i dissabte.
La celebració s'inicia divendres amb el correfoc infantil i un concert jove. Les activitats continuen dissabte quan s'obren el Rebost, la Taverna i la Botiga o Mercat del Traginer, i comencen les activitats protagonitzades per la mainada, amb les passejades amb Ruquetes i els Traginers Petits. A la nit, amb el correfoc sènior, la primera ruta del traginer, el cercatasques i el ball final.
El diumenge a primera hora del matí s'ofereix la Torrada del Traginer, l'esmorzar col·lectiu de tots els participants de la cavalcada. Tot seguit es realitzen demostracions i activitats paral·leles amb contingut històric i folklòric com la mostra d'eines de pagès, el ferrament i l'esquilada d'animals i altres oficis antics relacionats, així com una demostració de com s'elaboren artesanalment els embotits de porc. Durant tot el matí es pot visitar el mercat, taverna i rebost del traginer.
Diumenge a mig matí es fa un dels actes més esperats: la gran cercavila dels traginers, una cavalcada històrica i retrospectiva de l'antic traginer de camí ral. Hi desfilen diferents modalitats de carros i carruatges de bast amb guarniments de tota mena, que van encapçalats per la bandera de sant Antoni portada per un banderer acompanyat de dos cordonistes, tots tres muntats a cavall. També hi participen els elements de la cultura popular local, com el Ball de Bastons, el Ball de la Faixa o l'Esbart Sant Esteve, i d'altres indrets, com trabucaires, gegants i nans, bandes i conjunts musicals antics. Després de dinar es fan curses d'ases, ponis, mules i cavalls.